# Empis gorodkovi
Empis gorodkovi är en tvåvingeart som beskrevs av Shamsev 2001. Empis gorodkovi ingår i släktet Empis och familjen dansflugor. Inga underarter finns listade i Catalogue of Life.